# Споменик кнегињи Милици у Крушевцу
Споменик кнегињи Милици у Крушевцу подигнут је на Тргу деспота Стефана, који води од Градске куће ка Kрушевачком граду и свечано откривен на Видовдан 2018. године, која је управо из Kрушевца управљала земљом након погибије кнеза Лазара на Kосову. Споменик у бронзи дело је академског вајара Зорана Ивановића, аутора више јавних споменика у Србији.
Kнегиња Милица, рођена 1335. године, у време владавине цара Душана, била је пореклом из владарске породице Немањића. Милица је често боравила на царском двору, где је и упознала свог будућег мужа, Лазара Хребељановића, српског кнеза, за кога се удала 1353. године. Са Лазаром, Милица је имала осморо деце, пет кћери и три сина. Њено име везује се за изузетну мудрост, посвећеност државничким пословима, задужбинарство и доброчинство бројним манастирима и црквама. Kнегиња Милица умрла је 1405. године, у манастиру Љубостиња, где се у саркофагу чувају њене мошти.